# Múslim ibn Qurayx
Xàraf-ad-Dawla Abu-l-Makàrim Múslim ibn Qurayx ibn Badran ibn al-Muqàl·lad al-Abbadí al-Uqaylí (àrab: شَرفُ الدَّولة أبو المَكارِم مُسلِم بن قُريش بن بَدران بن المُقلَّد العبادي العُقيليِّ, Xaraf ad-Dawla Abū al-Makārim Muslim b. Qurayx b. Badrān b. al-Muqallad al-ʿUbādī al-ʿUqaylī) (?-1085) fou un emir uqàylida de Mossul, el més important dels que va prendre el títol de «màlik» (‘rei’), i un poeta en àrab.

## Història
A la mort de l'emir Hussam-ad-Dawla al-Muqàl·lad el va succeir el seu fill Mútamid-ad-Dawla Qirwaix ibn al-Muqàl·lad (1001-1050) el qual fou enderrocat pel seu germà Zaïm-ad-Dawla Baraka (o Badran) ibn al-Muqàl·lad, que va morir el 1052 i va pujar al tron Àlam-ad-Din Qurayx ibn Badran. Va morir el 1061 i el seu fill Múslim fou designat successor quan tenia 20 anys (1061). Els uqàylides (Banu Uqayl) dominaven Mossul i eren xiïtes, i va reconèixer, com altres emirs de la zona de l'Eufrates, la sobirania del califa fatimita.
En política interna Múslim va planejar estendre la seva autoritat a tota la Jazira. El 1066 el sultà Alp Arslan va decidir establir la seva autoritat a Síria que estava a l'esfera d'influència fatimita i per això calia convèncer els emirs de la zona de reconèixer al califa abbàssida. Alp Arslan va fer aliança amb Múslim i li va donar alguns feus a la Jazira a canvi del seu suport. El 1068 Múslim ibn Qurayx es va apoderar de l'emirat mirdàsida de Rahba on l'emir Atiyya ibn Sàlih havia esdevingut impopular i es va tornar a llegir la khutba en nom del califa abbàssida (sota Atiyya es feia la khutba en nom del califa fatimita). Alp Arslan va morir el 1070 i l'aliança fou renovada amb el seu fill Màlik-Xah I.
El maig de 1079 el sultà Màlik-Xah I va ordenar a l'emir uqàylida de Mossul, Múslim ibn Qurayx, que es reunís amb les forces dels kilabites (al-Mubàrak ibn Xibl i Hamid ibn Zughayb) i de Tútuix I (germà de Màlik-Xah) per assetjar junts Alep. Múslim ibn Qurayx tenia certs sentiments afectius per l'emir d'Alep, Sàbiq ibn Mahmud i estava en contacte amb ell; retreia als kilabites d'haver cridat als seljúcides; quan fou autoritzar a abandonar el setge va aprofitar per vendre als alepins tot el que necessitaven per subsistir. Quan Múslim es va retirar les forces kilabites no van tardar també a abandonar el setge. Es van reunir nombrosos soldats àrabs (1000 cavallers i 500 infants), numayrites, quxayrites, kilabites, uqàylides, amb el suport de Múslim, i van derrotar l'amir seljúcida at-Turkman al uadi Butnan. Tútuix va quedar en una posició difícil a la rodalia d'Alep i va aixecar el setge retirant-se cap a l'Eufrates i cap al Diyar Bakr per passar l'hivern (1079-1080), però a la primavera del 1080 va reprendre l'atac a Alep i es va dirigir cap a la ciutat; primer va conquerir Manbij, atacant també diversos castells dels kilabites, destacant el d'Azaz; el principal cap kilabita, l'amir Abu Zaida Muhammad ibn Zaida, va massacrar diverses columnes de turcs que actuaven separadament una de l'altra, i grups que quedaven aïllats; els combats foren durs i els grangers i camperols van patir severament; llavors Tútuix va fer una marxa forçada cap a Alep per sorprendre la ciutat, però fou derrotat prop de les muralles i el seljúcida va abandonar Síria del nord i es va dirigir a Damasc que Atsiz ibn Uvak, que la dominava, li va entregar respectuosament (sembla que fou molt important en aquesta decisió el fet que Atsiz feia front a una contraofensiva fatimita).
Tútuix va donar el comandament de la part principal del seu exèrcit al amir turc Afshin que es va dirigir al nord saquejant diversos pobles entre els quals els de la rodalia de Baalbek i Rafaniyya. Nombrosos mercaders i caravanes que eren a la zona foren massacrats; les dones foren violades, i les mercaderies robades; durant unes dues setmanes aquest fou l'escenari habitual. El senyor del Castell del Pont, Abu-l-Hàssan ibn Múnqidh (vegeu Banu Múnqidh) va acollir a Afshin a canvi de deixar en pau a Kafar Tab (vila que depenia del govern del castell). Després Afshin va seguir el seu camí i va poder apoderar-se de totes les viles fortificades i torres de defensa del Jabal Summak i dels pobles situats a l'est de Ma'arrat al-Numan; tots els nuclis de població foren saquejats i de vegades incendiats amb els seus habitants dins les cases, i les dones i infants que podien escapar eren violades o fets presoners; els homes que fugien i eren capturats, eren executats. Afshin va atacar Tall Mannas on per primer cop fou refusat, i va optar per abandonar el lloc a canvi d'un tribut de cinc mil dinars.
Tútuix va rebre notícies del que passava i va marxar cap a Kafar Tab però quan hi va arribar Afshin i els seus soldats ja havien sortit de la regió i havien entrat en territori romà d'Orient a l'entorn d'Antioquia de l'Orontes. Tútuix va retornar a Damasc i pel camí va intentar tranquil·litzar a la gent espantada. Quan Afshin i els seus homes van marxar cap a l'est, la plana del nord de Síria no tenia ni un poble que no hagués patit destruccions més o menys importants; la fam s'havia generalitzat i el gra es venia a un dinar per cada sis ratls (1 kilo = 3 ratls) i es van donar casos d'antropofàgia; milers de refugiats es van dirigir a la Djazira sota domini uqàylida.
El març de 1080 Múslim ibn Qurayx, informat del que passava, va considerar que era un bon moment per intervenir. Sàbiq li havia escrit una carta en la qual li proposava lliurar-li Alep. Múslim, amb un comboi de queviures, va marxar a Balis i després a Alep, però llavors Sàbiq es va fer enrere; no obstant amb el suport dels ahdath (infanteria alepina) i de la població famèlica, Múslim va poder entrar sense combat (maig de 1080). L'escassetat era tan gran a Alep que Múslim va decidir abandonar la ciutat, però Ibn Múnqidh el va convèncer de restar-hi. Sàbiq s'havia fet fort a la ciutadella però els seus germans Shabib i Waththab van convèncer a la guarnició d'aquesta de rendir-se i entregar a l'emir. Shabib es va fer amo de la ciutadella on hi havia poca aigua. Llavors es van iniciar negociacions amb Múslim amb la mediació de Sadid-al-Mulk Alí ibn Muqàl·lad ibn Múnqidh. Múslim va acceptar casar-se amb Mania, filla de Mahmud ibn Nasr i germana de Sàbiq, Xabib, Watthab i Nasr ibn Mahmud. Xabib i Watthab rebrien feus a la regió d'Azaz i Sàbiq un feu a Rahba. Els tres germans van marxar als seus feus i Mulsim va assolir el poder. Contra el pagament d'un tribut anual (de certa importància), Màlik-Xah I li va concedir la investidura (al mateix temps esperava impedir que el seu germà Tútuix I agafés massa poder). Múslim va afegir al domini al-Ruha (Edessa), Haran i altres fortaleses de les que va expulsar a amirs o caps de bandes turques les dominaven.
Però ara aspirava a Damasc i aquesta no la podia obtenir del sultà seljúcida. Per tant, va fer aliança amb el califa fatimita. Aprofitant l'absència de Tútuix, en campanya contra els romans d'Orient a la regió d'Antioquia de l'Orontes, Múslim va atacar la Síria central i es va apoderar de Baalbek i altres poblacions, però l'ajuda fatimita promesa no va arribar i mentre Tútuix va retornar. Llavors hi va haver una revolta a Haran i Múslim va decidir retirar-se.
Màlik-Xah I va reaccionar a la traïció de Múslim enviant al fill d'un antic visir abbàssida, Ibn Djahir, en primer lloc contra els marwànides del Diyar Bakr, on l'emir Mansur era aliat dels fatimites, i la capital dels quals era Amida. Mansur va fer aliança amb Múslim que va enviar les seves forces a Amida a la vora del qual foren atacats per Ibn Djahir; les forces marwànides i uqàylides es van retirar darrere els murs d'Amida deixant la resta de les possessions sense defensa. Màlik-Xah va enviar llavors un altre fill del visir abbàssida Djahir de nom Amid al-Dawla, a Mossul, però apoderar-se d'aquesta ciutat. Múslim va fugir d'Amida i es va dirigir a Mossul però aquesta ja havia caigut en mans d'Amid al-dawla. Llavors va oferir la submissió i la pau al sultà per mitjà del fill del visir seljúcida Nidham-al-Mulk, i va demanar el perdó de genolls.
Màlik-Xah I el va perdonar i li va retornar Mossul (i confirmar Alep). Poc després, potser d'acord amb Màlik-Xah I, va entrar en conflicte (1084) contra el príncep seljúcida de l'Àsia Menor, Sulayman I ibn Kutalmish que ara dominava la regió d'Antioquia que havia arrabassat als romans d'Orient. Múslim reclamava a Sulayman el mateix tribut per Antioquia que els romans d'Orient li pagaven abans, però el seljúcida s'hi va negar. Finalment els dos exèrcits van xocar a la vora d'Antioquia de l'Orontes (maig de 1085). Múslim havia perdut les simpaties entre les tropes turques i àrabs, que van desertar i les forces uqàylides foren derrotades. Múslim i 400 dels seus van morir.

## Llegat
Això fou el final del poder uqàylida. Poc després el seu fill Ibrahim ibn Kuraysh, reconegut a Alep, era apartat del poder; a Mossul, Ibrahim va conservar el poder uns anys (fins vers 1090).
És considerat un home just, bon administrador i tolerant amb els cristians.